# Megaselia dahli
Megaselia dahli är en tvåvingeart som först beskrevs av Becker 1901.  Megaselia dahli ingår i släktet Megaselia och familjen puckelflugor. Arten är reproducerande i Sverige. Inga underarter finns listade i Catalogue of Life.